# Kościół św. Józefa Oblubieńca Najświętszej Maryi Panny w Przedwojowie
Kościół św. Józefa Oblubieńca Najświętszej Maryi Panny w Przedwojowie – rzymskokatolicki kościół filialny parafii Matki Bożej Różańcowej w Kamiennej Górze mieszczący się w Przedwojowie w diecezji legnickiej.

## Historia

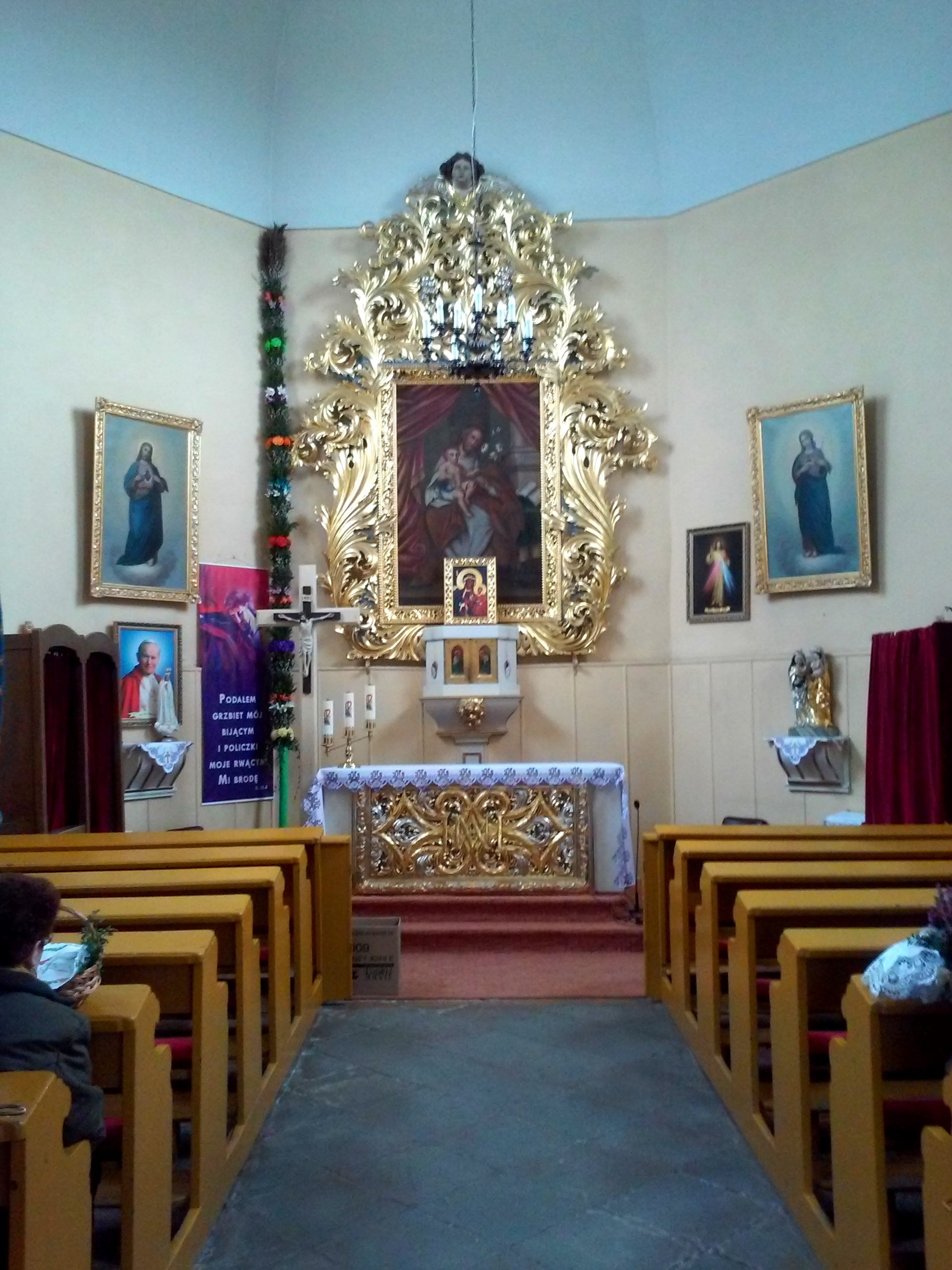
Nawa główna z prezbiterium

Zachowana budowla to część prezbiterialna większego założenia zbudowana w 1693 r. Jest to budowla salowa, dwuprzęsłowa z wielobocznie zamkniętym i niewydzielonym prezbiterium. Elewacje dzielone pilastrami, fronton ze skromnym portalem kamiennym, okna zamknięte półkoliście w opaskach z tynku. Wewnątrz świątyni zachowały się m.in. drewniana empora, polichromowany ołtarz, obrazy olejne oraz polichromowane figury. Ponad kalenicą dachu wznosi się ośmioboczna sygnaturka z ostrosłupowym nakryciem. 
We wnętrzu kościoła zachowały się m.in.: ołtarz główny, barokowy z XVIII w., rzeźby drewniane, polichromowane: Matka Boża z Dzieciątkiem, św. Anna, św. biskup (?). Obraz olejny na płótnie, św. Józefa z XVIII w., kielich mszalny, srebrny - pozłacany z XIX w., monstrancja srebrna z XIX w., a także 4 lichtarze mosiężne z początku XX w..
Kościół restaurowany w latach 1904, 1973, 1998. W 2018 r. wymieniono pokrycie dachu kościoła.